# PCBP2
PCBP2‏ (Poly(rC) binding protein 2) هوَ بروتين يُشَفر بواسطة جين PCBP2 في الإنسان.

## الوظيفة
يبدو أن البروتين المُرمَّز بواسطة هذا الجين متعدد الوظائف. فهو، إلى جانب PCBP-1 وhnRNPK، يُطابق البروتينات الخلوية الرئيسية المرتبطة ببولي(rC). ويحتوي على ثلاثة نطاقات متماثلة مع K (KH) قد تُشارك في ربط الحمض النووي الريبي (RNA). يعمل هذا البروتين المُرمَّز، إلى جانب PCBP-1، كمنشطات ترجمة للحمض النووي الريبي لفيروس شلل الأطفال من خلال تفاعل خاص بالتسلسل مع الحلقة الجذعية الرابعة من IRES، ويُعزِّز تضاعف الحمض النووي الريبي لفيروس شلل الأطفال من خلال الارتباط ببنيته ذات الطرف 5'.
كما ثبت تورطه في التحكم في ترجمة الحمض النووي الريبي المرسال لإنزيم 15-ليبوكسيجيناز، والحمض النووي الريبي المرسال لفيروس الورم الحليمي البشري من النوع 16 L2، والحمض النووي الريبي لفيروس التهاب الكبد الوبائي أ. ويُقترح أيضًا أن البروتين المُرمَّز يلعب دورًا في تكوين مُركَّب mRNP خاص بالتسلسل ألفا-غلوبين، والذي يرتبط باستقرار الحمض النووي الريبي المرسال لألفا-غلوبين.
يُعتقد أن هذا الحمض النووي الريبوزي المرسال الهيكلي متعدد الإكسونات يُنقل رجعيًا لتوليد جين PCBP-1 الخالي من الإنترونات، والذي يؤدي وظائف مماثلة. يمتلك هذا الجين وPCBP-1 نظائر هما PCBP3 وPCBP4، ويُعتقد أنهما نشأا نتيجةً لتكرار جينات كاملة. كما يحتوي على جينين زائفين معالجين هما PCBP2P1 وPCBP2P2. يوجد حاليًا نوعان مختلفان من النسخ الموصولة بشكل بديل لهذا الجين.
في البشر، يتداخل جين PCBP2 مع TUC338، وهو عنصر منسوخ فائق الحفظ، مرتبط بسرطان الخلايا الكبدية.

## التفاعل
لقد ثبت أن PCBP2 يتفاعل مع HNRPK وPTBP1 وHNRNPL.